# Ralph McTell

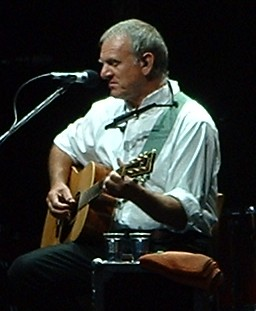
Ralph McTell bei einem Konzert, 2003

Ralph McTell (* 3. Dezember 1944 in Farnborough, London) ist ein englischer Songwriter, Sänger und Gitarrist. Bekannt wurde der vom Folk beeinflusste Musiker 1974 mit dem Song Streets of London.

## Biografie
McTells erstes Album, Eight Frames a Second, wurde 1968 veröffentlicht. Bekannt wurde er 1974 mit einer Neuaufnahme von Streets of London, das in einer frühen Version bereits auf seinem zweiten Album Spiral Staircase von 1969 enthalten war, und für die er den Ivor Novello Award erhielt. Nach Anfangserfolgen, wie z. B. Girl on a Bicycle (das später von Herman van Veen auf Deutsch gecovert wurde) oder England, einer sozialkritischen Liebeserklärung an sein Heimatland, wandte er sich in den 1970er Jahren mehr dem kommerziell orientierten Mainstream zu. Erst Ende des Jahrzehnts kehrte er im Zuge des aufkommenden Revivals des Irish Folk zu diesem Musikstil zurück.

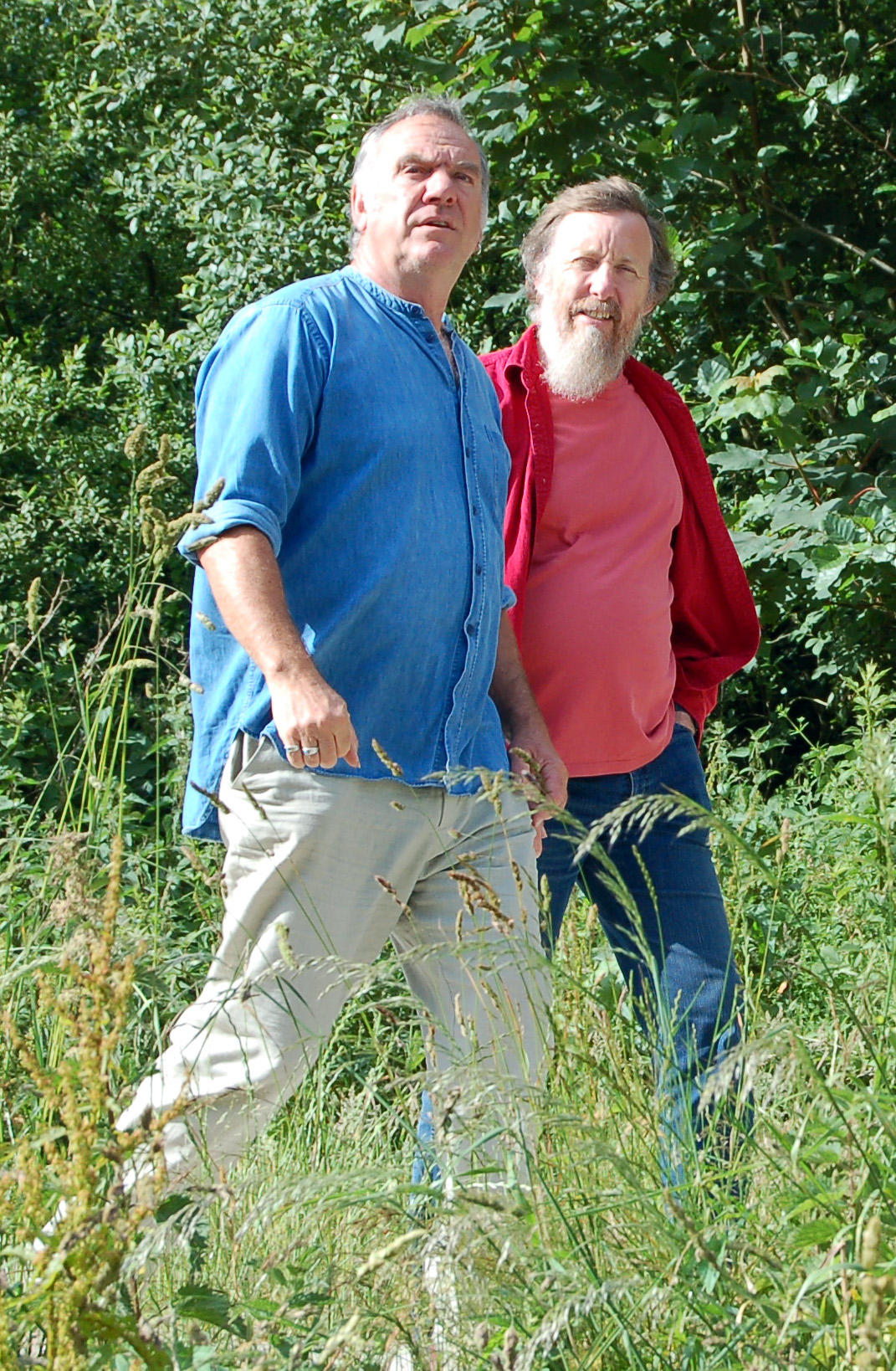
Ralph McTell (links) mit David Suff, 2006

In den 1980er Jahren arbeitete McTell an verschiedenen Kindersendungen; beispielsweise sang er den Titelsong der Trickfilmreihe Der Wind in den Weiden (1984–1988) und wirkte bei der Sendung Alphabet Zoo der BBC mit. 2004 trat er bei dem Festival Songs an einem Sommerabend auf. Im Dezember 2017 nahm er Streets of London zusammen mit The Crisis Choir und Annie Lennox erneut auf.

## Diskografie

### Alben
- 1968: Eight Frames a Second
- 1969: Spiral Staircase
- 1969: My Side of Your Window
- 1971: You Well-Meaning Brought Me Here
- 1972: Not Till Tomorrow
- 1974: Easy
- 1975: Streets…
- 1976: Right Side Up
- 1977: Slide Away the Screen
- 1977: Ralph, Albert and Sydney
- 1977: Tequila Sunset
- 1979: Live
- 1982: 71/72
- 1982: Water of Dreams
- 1982: Love Grows
- 1982: Weather the Storm
- 1983: Songs from Alphabet Zoo
- 1983: Best of Alphabet Zoo
- 1985: At the End of a Perfect Day
- 1986: Tickle on the Tum
- 1986: Bridge of Sighs
- 1987: The Ferryman
- 1988: Blue Skies Black Heroes
- 1990: Stealin’ Back…
- 1992: The Boy with a Note
- 1995: Sand in Your Shoes
- 1996: Songs for Six Strings, Vol. 2
- 1999: Travelling Man
- 2000: Red Sky
- 2002: Alphabet Zoo
- 2002: National Treasure
- 2007: Gates of Eden
- 2008: As Far as I Can Tell
- 2010: Somewhere Down the Road

### Kompilationen
- 1970: Ralph McTell Revisited (UK: Silber)
- 1975: Streets of London
- 1975: This Is Ralph McTell
- 1978: The Ralph McTell Collection
- 1978: The Ralph McTell Collection - Volume Two
- 1978: Ralph McTell
- 1978: Starportrait (2 LPs)
- 1980: The Best of Ralph McTell
- 1988: The Very Best Of
- 1989: A Collection of His Love Songs (auch als Doppelalbum)
- 1992: Silver Celebration
- 1996: From Clare to Here: The Songs of Ralph McTell
- 1997: The Definitive Transatlantic Collection
- 2006: Streets of London – The Best of Ralph McTell
- 2007: The Definitive Collection

### EPs
- 1977: Ralph, Albert & Sidney
- 1982: Songs from Alphabet Zoo

### Singles
- 1969: Summer Come Along
- 1970: Kew Gardens
- 1970: Spiral Staircase
- 1970: Last Train and Ride
- 1970: Michael in the Garden
- 1971: First and Last Man
- 1972: Teacher, Teacher
- 1972: Truckin’ Little Baby
- 1972: When I Was a Cowboy
- 1972: Zimmerman Blues
- 1974: Take It Easy
- 1974: Streets of London
- 1975: El progresso
- 1975: Red Apple Juice
- 1975: Let Me Down Easy
- 1975: Dreams of You
- 1976: Weather the Storm
- 1977: From Clare to Here
- 1977: Naomi
- 1977: Tequila Sunset
- 1978: Heroes and Villains
- 1979: Love Grows
- 1980: Song for Martin
- 1981: England
- 1981: I Want You
- 1982: Song for Ireland
- 1983: Kenny the Kangaroo
- 1983: Stranger to the Seasons
- 1983: The Wind in the Willows Theme (mit dem Hallé-Orchester)
- 1984: The Winners Song
- 1985: Yootha’s Song (mit Billy Connolly)